# Andrei Wiktorowitsch Saposchnikow
Andrei Wiktorowitsch Saposchnikow (russisch Андрей Викторович Сапожников; * 15. Juni 1971 in Tscheljabinsk, Russische SFSR) ist ein ehemaliger russischer Eishockeyspieler, der in seiner aktiven Zeit von 1990 bis 2007 unter anderem für die Wedemark Scorpions in der Deutschen Eishockey Liga gespielt hat und Russischer Meister mit dem HK Metallurg Magnitogorsk wurde. Seit 2014 ist er Assistenztrainer beim HK Witjas. 

## Karriere
Andrei Saposchnikow begann seine Karriere als Eishockeyspieler in seiner Heimatstadt beim HK Traktor Tscheljabinsk, für den er von 1990 bis 1995 in der höchsten sowjetischen bzw. russischen Spielklasse aktiv war. In diesem Zeitraum wurde er im NHL Entry Draft 1993 in der fünften Runde als insgesamt 129. Spieler von den Boston Bruins ausgewählt, für die er allerdings nie spielte. Stattdessen beendete er die Saison 1994/95 bei deren Farmteam aus der American Hockey League, den Providence Bruins. Anschließend verbrachte der Verteidiger eine Spielzeit beim SHC Fassa aus der italienischen Serie A, ehe er zur Saison 1996/97 zu den Wedemark Scorpions aus der Deutschen Eishockey Liga wechselte. Kurz vor Saisonende kehrte er allerdings in die russische Superliga zurück, wo er einen Vertrag beim HC Metallurg Magnitogorsk erhielt. 
Die Saison 1997/98 verbrachte Saposchnikow bei seinem Heimatclub HK Traktor Tscheljabinsk, ehe er für weitere zwei Jahre zum HK Metallurg Magnitogorsk wechselte. Mit Metallurg gewann er in der Saison 1998/99 zum ersten und einzigen Mal in seiner Laufbahn die russische Meisterschaft, sowie auf europäischer Ebene 1999 und 2000 die European Hockey League. Von 2000 bis 2004 stand der Weltmeister von 1993 für Sewerstal Tscherepowez auf dem Eis, mit dem er in der Saison 2002/03 im Playoff-Finale an Lokomotive Jaroslawl scheiterte. Nachdem er die Saison 2004/05 bei Chimik Woskressensk in der Superliga und dem HK Metschel Tscheljabinsk in der zweitklassigen Wysschaja Liga verbracht hatte, stand der Linksschütze jeweils ein Jahr lang beim HK Awangard Omsk und Witjas Tschechow aus der Superliga unter Vertrag. Mit Omsk wurde er in der Saison 2005/06 noch einmal Vizemeister. Im Alter von 36 Jahren beendete er 2007 schließlich seine Karriere.

### International
Für Russland nahm Saposchnikow an der Weltmeisterschaft 1993 teil, bei der er mit seiner Mannschaft Weltmeister wurde.

## Erfolge und Auszeichnungen
| - 1993 Goldmedaille bei der Weltmeisterschaft - 1993 Verdienter Meister des Sports Russlands - 1994 IHL All-Star-Team - 1999 Russischer Meister mit dem HK Metallurg Magnitogorsk | - 1999 European-Hockey-League-Gewinn mit dem HK Metallurg Magnitogorsk - 2000 European-Hockey-League-Gewinn mit dem HK Metallurg Magnitogorsk - 2003 Russischer Vizemeister mit Sewerstal Tscherepowez - 2006 Russischer Vizemeister mit dem HK Awangard Omsk |